# Paul Vincent Carroll

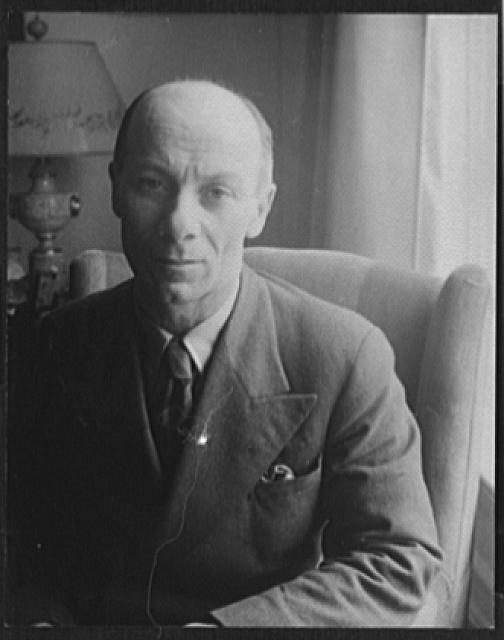
Paul Vincent Carroll (1944)
Photo Carl Van Vechten

Paul Vincent Carroll (* 10. Juli 1900 in Blackrock, Dundalk, County Louth, Irland; † 20. Oktober 1968 in London Borough of Bromley, England) war ein irischer Dramatiker, der zwei Mal mit dem New York Drama Critics Circle Award für das beste ausländische Theaterstück ausgezeichnet wurde.

## Leben
Carroll verfasste Dramen, die teilweise in der jüngeren Geschichte Irlands wie dem Osteraufstand von 1916 spielten.
1933 gründete er zunächst die Theatergruppe Curtain Theatre in Glasgow. Zu seinen bekanntesten Theaterstücken gehören Shadow and Substance (1937), das nicht nur den Roger-Casement-Preis gewann, sondern auch mit dem New York Drama Critics’ Circle Award ausgezeichnet wurde. The White Steed wurde vom Abbey Theatre in Dublin abgelehnt, gewann aber nach der Uraufführung am Broadway in New York City 1939 einen weiteren New York Drama Critics’ Circle Award.
Zu seinen weiteren Bühnenwerken zählen Things That Are Caesar's (1932), Coggerers (1937), Kindred (1939), The Strings are False (1942) sowie The Wise Have Not Spoken (1944).
1943 war er Gründer des Glasgow Citizens’s Theatre und blieb dessen Direktor bis zu seinem Tode und verfasste nach dem Zweiten Weltkrieg auch zahlreiche Drehbücher und literarische Vorlagen für Kinofilme und Fernsehserien wie Die Brüder (1947) von David Macdonald, Saints and Sinners (1949) von Leslie Arliss und The Last Moment (1954) von Lance Comfort.
Sein Drama The Wayward Saint wurde von Rudolf Mors (1966) sowie von Mark Lothar (1970) in deren Opern Der widerspenstige Heilige verarbeitet.